# Зачарований Неаполь
«Завуальований Неаполь» (італ. Napoli velata) — італійський драматичний фільм-трилер 2017 року, поставлений режисером Ферзаном Озпетеком.
У 2018 році стрічка була номінована в 11-ти категоріях на здобуття нагород італійської національної кінопремії «Давид ді Донателло» та отримала дві нагороди.

## Сюжет
Одного вечора під час окультної неаполітанської церемонії у будинку її тітки, коронер Адріана (Джованна Медзоджорно) ловить на собі спокусливі та провокаційні погляди Андреа (Алессандро Боргі), привабливого та самовпевненого юнака. Вона не в змозі ухилятися що чуттєвої сутички, керованої непереборним еротичним бажанням. Після гарячої ночі, проведеної удвох, вони домовляються про побачення наступного дня. У Адріани стрімко зростає відчуття сильного почуття, що, можливо, є початком великого кохання, яке може змінити її життя.
Наступного дня Адріана дізнається, що молодий чоловік, посмертне обстеження якого вона проводить, насправді є Андреа. Хтось вбив його і виколупав йому очі. Крім того, Адріана дізнається від поліцейських інспекторів, що Андреа сфотографував її голою після того, як вони займалися сексом. Незабаром вона вирішує дослідити обставини загадкової та жорстокої смерті Андреа. Проте, здається, що людина, яка виглядає точно як Андреа, кожного разу з'являється по всьому місту саме там, де в той час знаходиться Адріана.

## У ролях
| • Джованна Медзоджорно | … | Адріана  |
| • Алессандро Боргі     | … | Андреа   |
| • Анна Бонаюто         | … | Адель    |
| • Пеппе Барра          | … | Паскуале |
| • Б'яджо Форестьєрі    | … | Антоніо  |
| • Ліна Састрі          | … | Лудовіка |
| • Ізабелла Феррарі     | … | Валерія  |
| • Луїза Ранієрі        | … | Катена   |
| • Марія Піа Кальцоне   | … | Розарія  |
| • Карміне Рекано       | … | Доменіко |

## Знімальна група
- Автори сценарію — Ферзан Озпетек, Джанні Ромолі, Валіа Сантелла
- Режисер-постановник — Ферзан Озпетек
- Продюсери — Тільде Корсі, Джанні Ромолі
- Лінійний продюсер продюсер — Рокко Мессере
- Оператор — Джанфіліппо Кортічеллі
- Композитор — Паскуале Каталано
- Монтаж — Леонардо Альберто Москетта
- Художники-постановники — Деніз Гоктюрк Кобанбай, Івана Гаргульйо
- Художник з костюмів — Алессандро Лаї

## Нагороди та номінації
| Список нагород та номінацій | Список нагород та номінацій | Список нагород та номінацій    | Список нагород та номінацій             | Список нагород та номінацій | Список нагород та номінацій |
| Кінофестиваль/Кінопремія    | Рік                         | Категорія                      | Номінант(и)                             | Результат                   | Дж                          |
| --------------------------- | --------------------------- | ------------------------------ | --------------------------------------- | --------------------------- | --------------------------- |
| Премія «Давид ді Донателло» | 21.03.2018                  | Найкращий режисер              | Ферзан Озпетек                          | Номінація                   | [ 3 ] [ 4 ]                 |
| Премія «Давид ді Донателло» | 21.03.2018                  | Найкращий актор                | Алессандро Боргі                        | Номінація                   | [ 3 ] [ 4 ]                 |
| Премія «Давид ді Донателло» | 21.03.2018                  | Найкраща акторка               | Джованна Медзоджорно                    | Номінація                   | [ 3 ] [ 4 ]                 |
| Премія «Давид ді Донателло» | 21.03.2018                  | Найкращий актор другого плану  | Пеппе Барра                             | Номінація                   | [ 3 ] [ 4 ]                 |
| Премія «Давид ді Донателло» | 21.03.2018                  | Найкраща акторка другого плану | Анна Бонаюто                            | Номінація                   | [ 3 ] [ 4 ]                 |
| Премія «Давид ді Донателло» | 21.03.2018                  | Найкращий оператор             | Джанфіліппо Кортічеллі                  | Перемога                    | [ 3 ] [ 4 ]                 |
| Премія «Давид ді Донателло» | 21.03.2018                  | Найкраща музика до фільму      | Паскуале Каталано                       | Номінація                   | [ 3 ] [ 4 ]                 |
| Премія «Давид ді Донателло» | 21.03.2018                  | Найкраща художнє оформлення    | Деніз Гоктюрк Кобанбай, Івана Гаргульйо | Перемога                    | [ 3 ] [ 4 ]                 |
| Премія «Давид ді Донателло» | 21.03.2018                  | Найкращий дизайн костюмів      | Алессандро Лаї                          | Номінація                   | [ 3 ] [ 4 ]                 |
| Премія «Давид ді Донателло» | 21.03.2018                  | Найкращий грим                 | Роберто Пасторе                         | Номінація                   | [ 3 ] [ 4 ]                 |
| Премія «Давид ді Донателло» | 21.03.2018                  | Найкращий звук                 |                                         | Номінація                   | [ 3 ] [ 4 ]                 |